# Altes Schulhaus (Ramsau, Gemeinde Molln)

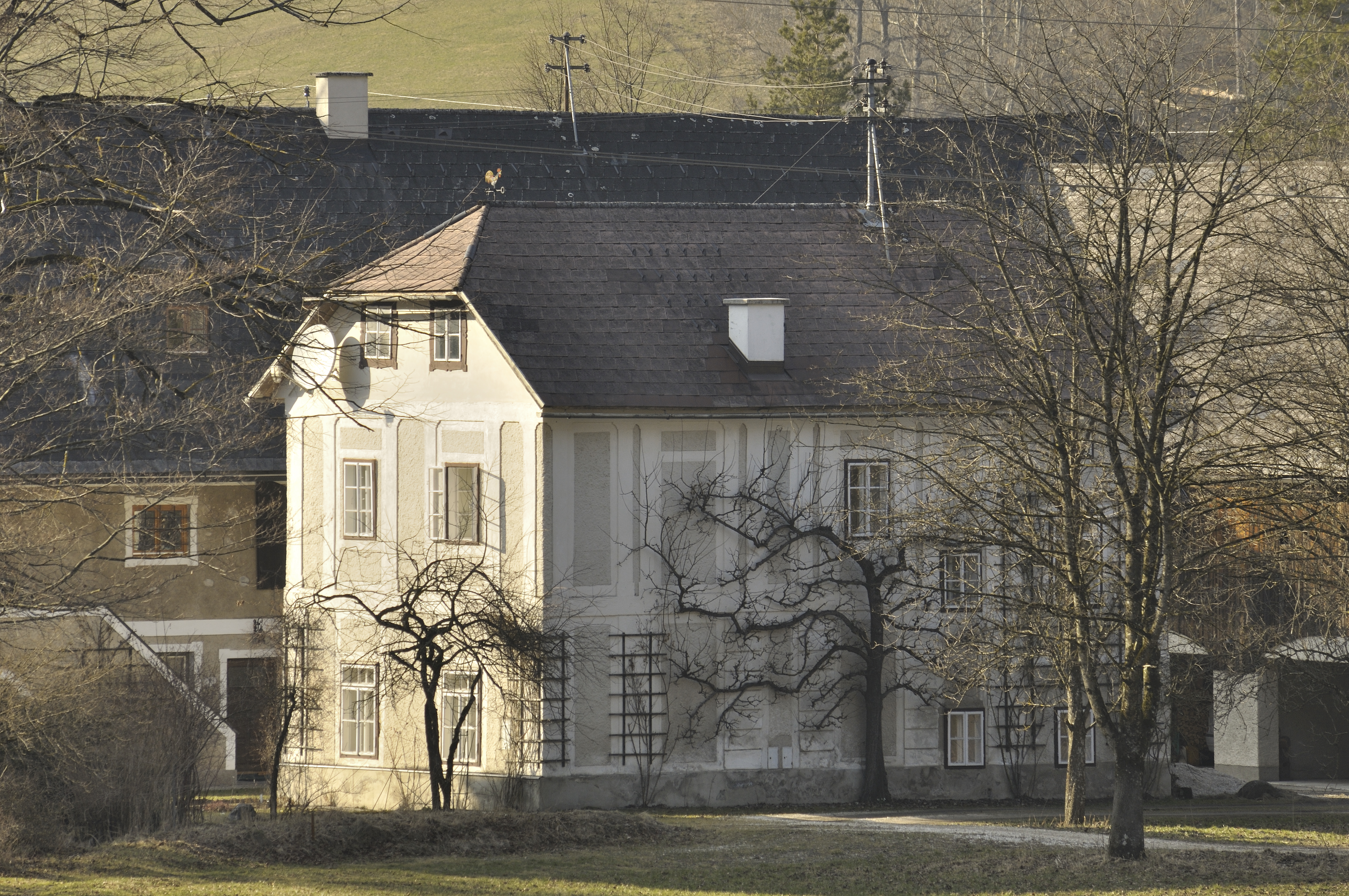
Altes Schulhaus und ehemaliges Schmiedehaus an der Palten

Das Alte Schulhaus war als Schmiedehaus ursprünglich Bestandteil der Sensenschmiede an der Palten in der Katastralgemeinde Ramsau in der Marktgemeinde Molln in Oberösterreich und diente im 20. Jahrhundert als Schulgebäude. Das Gebäude in der Ramsau 43 (früher Ramsau Nr. 160) steht als gesondertes Objekt unter Denkmalschutz (Listeneintrag).

## Lage
Das Alte Schulhaus liegt am linken Ufers des Paltenbaches, einem Zufluss der Steyr, am Fuße des Großen Spitzberges (Gipfelhöhe 1396 m ü. A.) bzw. Kleinen Spitzberges (1366 m ü. A.). Genauer gesagt liegt das Gebäude kurz nach der Biegung des Paltenbaches, der sich aus Süden von Hopfing kommend in der Lichtung Ramsau nach Westen Richtung Frauenstein wendet.

## Geschichte
Ursprünglich stand an dieser Stelle das Wohnhaus der Schmiede an der Palten, bevor im Jahr 1923 ein grundlegender Umbau erfolgte.
Dass in der Ramsau eine Schule errichtet wurde, verdankte die örtliche Bevölkerung der Familie Schrutka-Rechtenstamm, die sich im September 1922 bereit erklärte, ihr Schmiedehaus der Ortschaft Ramsau auf 40 Jahre zu überlassen. In der Schulchronik der Volksschule Ramsau befindet sich eine kolorierte Zeichnung des ersten Schulleiters, Dominik Beck. Sie zeigt das Schmiedhaus „vor der Zerstörung“ wie Beck vermerkt.
Vom 1. Dezember 1923 bis 1965 wurde in diesem Gebäude unterrichtet. Im Jahr 1965 übersiedelte die Volksschule Ramsau in einen Neubau, in dem aber bereits mit Ende des Schuljahres 1976/77 der Schulbetrieb eingestellt wurde.

## Beschreibung
Das zweigeschoßige Gebäude mit Schopfdach hebt sich durch seine Gestaltung aus dem Jahr 1923 gut vom Herrenhaus in der Palten ab.